# 木下有希子
木下有希子（きのした ゆきこ、1993年12月20日— ），是日本女子偶像團體SKE48 Team KII的前成员，爱知县出身，隸属於AKS事務所。

## 來歷
- 2009年7月31日 - SKE48第3期生選拔合格。
- 2010年2月27日 - 和同期的須田亞香里一同昇格至Team S。

## 人物
- 公演時的口號為「ay!Yeah!(Yeah!)Say!ゆっこ!(ゆっこ)今日もあなたにテンションの高いゆっこをお届けします」（Say！Yeah！〔Yeah！〕Say！Yukko！〔Yukko！〕今天也給你帶來情緒高漲的Yukko）[1]。
- 混血兒，父親為日本人，母親為西班牙人。
- 與當時同為3期的研究生須田亞香里一起在非常短的時間內自研究生升格為正式成員，並且成為SKE48的第二張單曲「青空單恋」的選拔成員。
- 為日本職棒棒球隊中日龍的內野手井端弘和的粉絲。

## SKE48参加曲

### 單曲CD選抜曲
- 藍天下的單相思
- 少女在盛夏會做什麼？ - Under Girls A名義
- 1！2！3！4！請多關照！
- 我不會怨誰 - 紅組名義
- 翡翠色的沙灘裙
- 愛就OK
- 聲嘶力竭 - 紅組名義
- なんて銀河は明るいのだろう - 紅組名義

## 参加的组合曲
TeamS 3rd Stage「制服之芽」公演
- 不只是回憶

## 出演

### 綜藝節目
- 週刊AKB（2010年3月19日 - 4月2日・16日・5月7日 - 28日・6月25日、東京電視台）
- 地元応援バラエティ このへん!!トラベラー（2010年3月23日 - 、中京電視台）
- 非常SKE〜夜明け前の国盗り48番勝負（2010年6月28日 - 2011年5月4日、TBS）
- 知って解決!SKEっとネット（2010年8月2日、NHK名古屋）
- よゐこ部（2010年9月21日、每日放送）
- SKE48的Idol×Idol（2010年12月6日・13日、中京電視台）
- 明星尋找太郎（2011年1月29日・2月5日、東京電視台）
- 去吧戀48（2011年5月1日 - 、tvk）
- はねるのトびら「お台場合衆国2011カミングアウト総選挙高校生大会」(2011年8月31日)高校3年当時
- SKE48的世界征服女子（2011年10月3日 - 、中京電視台）

### 電視劇
- 妄想刑事!（2011年1月12日、東海電視台） - 飾 木下有希子

### 廣告
- びっくりドンキー（2010年5月17日 - 24日、愛知電視台限定7回放送）
- ASBEE『ASBee100×SKE48』（2010年10月）

### 廣播
- SKE48 観覧車へようこそ!!（2010年8月30日・11月1日・15日、CBC廣播）
- SKE48♥1+1は2じゃないよ!（2010年11月24日、東海廣播）